# Zdeněk Jiran
Zdeněk Jiran (* 13. března 1959 Brno) je český architekt, vysokoškolský učitel - profesor ČVUT, autor značného množství staveb i územních plánů, činný i v zahraničí.

## Životopis a kariéra
Studoval na „matematickém“ gymnáziu kapitána Jaroše v Brně a poté vystudoval Fakultu architektury VUT v Brně (1983). Významným mezníkem bylo vysoké umístění v architektonické soutěži (2.–3. cena) na vládní čtvrť zemského hlavního města Dolního Rakouska St. Pölten v roce 1989, spolu s Petrem Dvořákem.

## Dílo

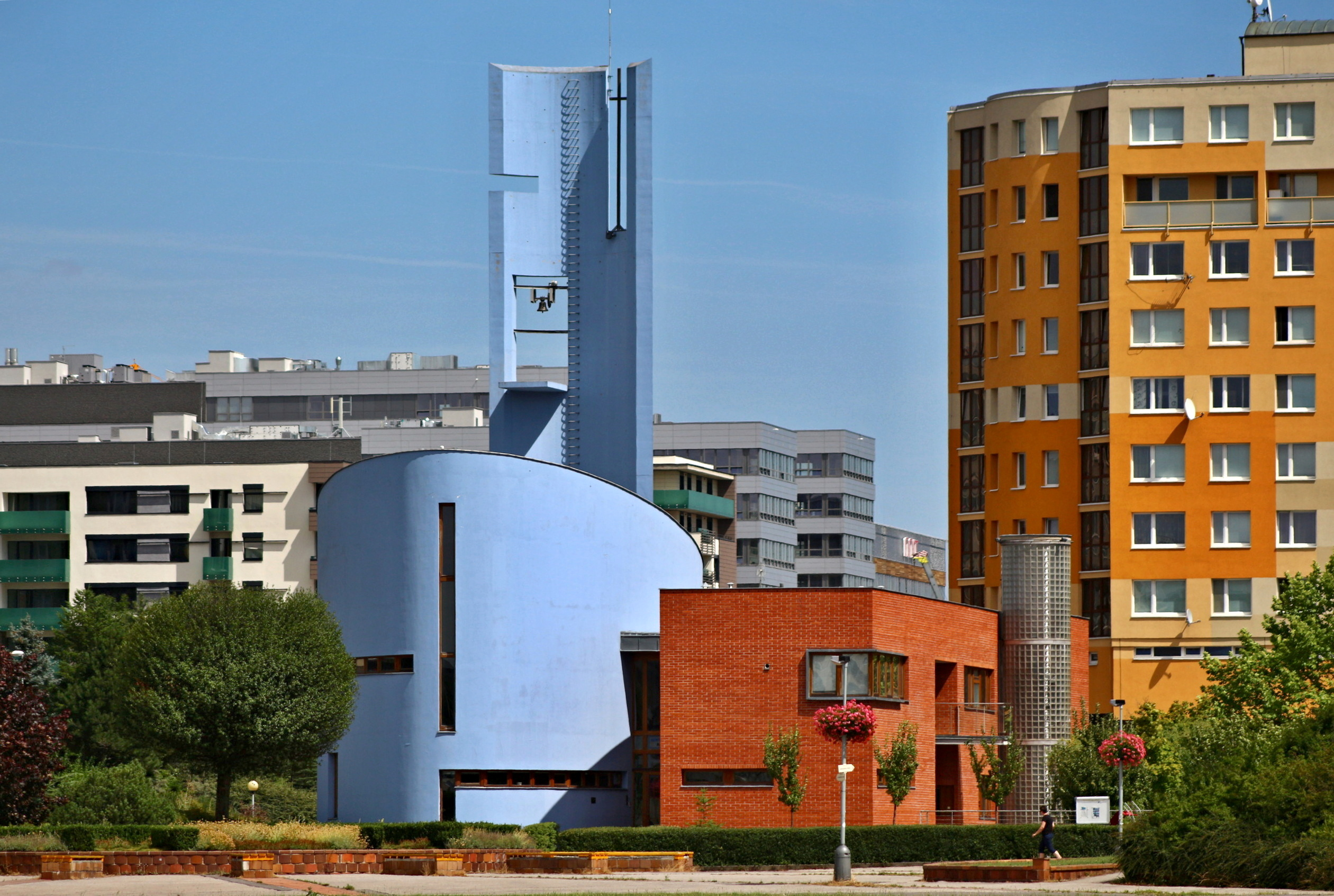
Kostel a komunitní centrum svatého Prokopa, Praha Nové Butovice v roce 2016

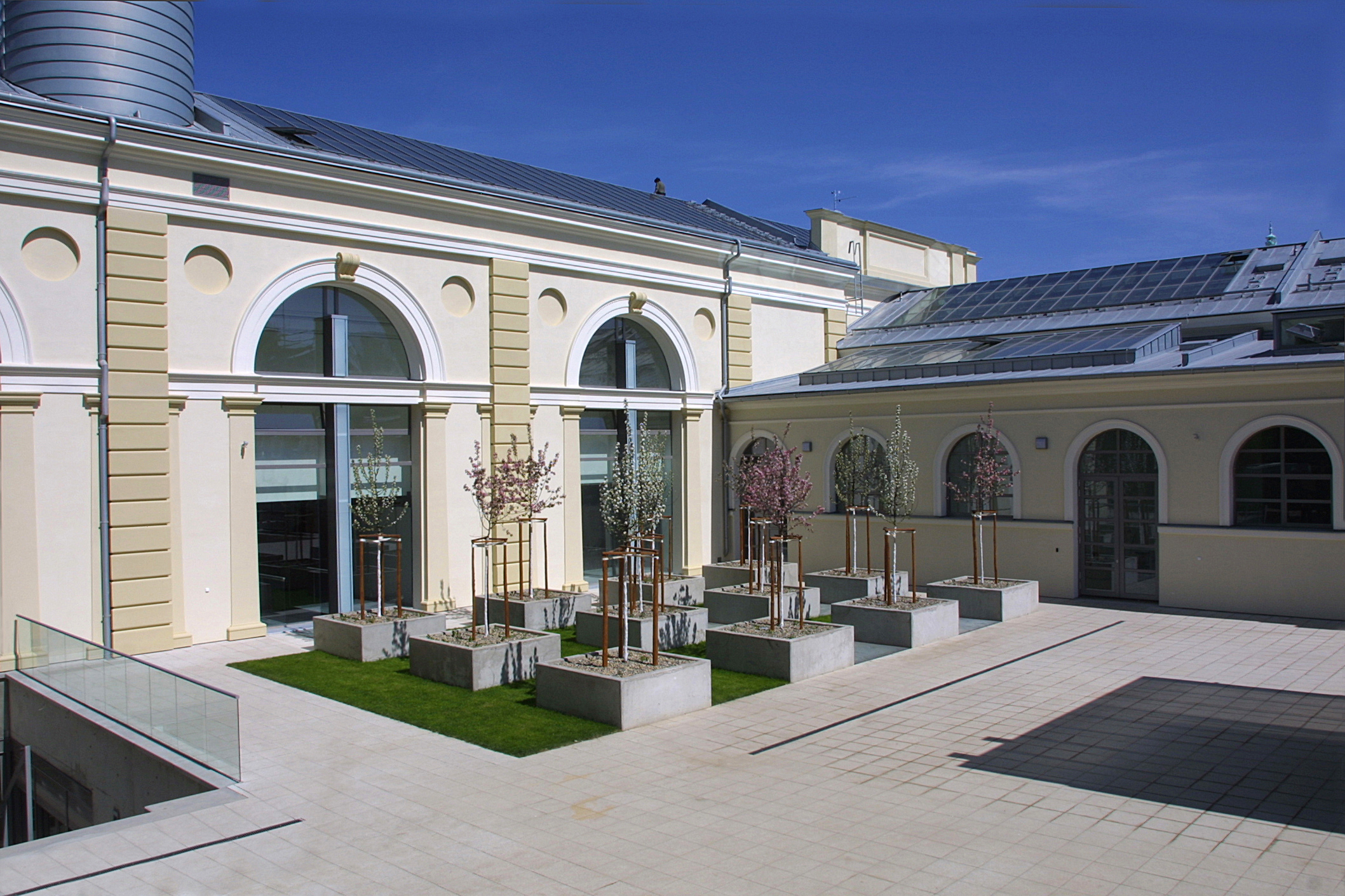
Moderní galerie AVU 2003

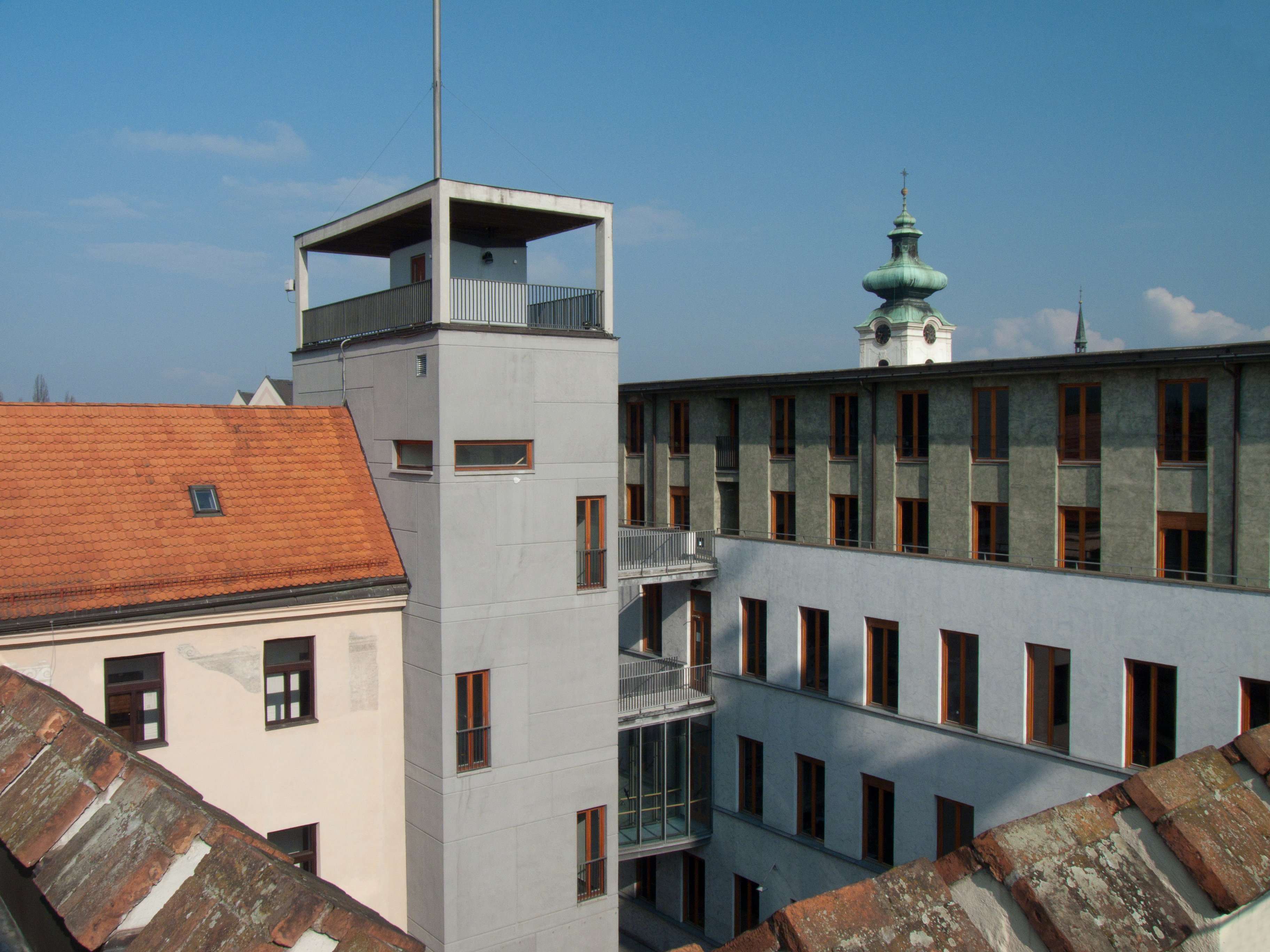
Nová radnice České Budějovice 2000

Jeho dílo je rozloženo v průběhu více než dvaceti let. Počáteční úkoly byly uskutečněny na konci 90. let v atelieru 03 libereckého Stavoprojektu a byly orientovány na stavby pro seniory a stavby sociální péče. Přelomem bylo prestižní umístění v mezinárodní architektonické soutěži na vládní čtvrť zemské vlády Dolních Rakous v roce 1989, kde se společně s P. Dvořákem a J. Bučkem skončili mezi třemi nejlepšími návrhy. Následovala mnohaměsíční praxe v Rakousku. Na počátku 90. let vytvořil společný atelier s architektem Michalem Kohoutem. Společně nebo samostatně realizoval celou řadu staveb především bytového charakteru, ale i administrativní a obchodní komplexy a rodinné domy. Soustřeďuje se zejména na téma bydlení, zabývá se jim do hloubky. V posledních letech pak provozuje společnou architektonickou kancelář se žákem Aleny Šrámkové ing. arch. Petrem Mášou. Během let byl publicisticky činný Je též městským architektem v Železném Brodě.

## Realizovaná díla (výběr)
většina prací ve spoluautorství s Michalem Kohoutem.
- 1990 Okresní muzeum Semily – interiéry a expozice Semily
- 1993 Vila manželů Mestekových (rekonstrukce) Mnichovice u Prahy
- 1996 Centrum IPS-PRE Praha
- 1999 Dům a byty s pečovatelskou službou Liberec
- 2000 Radnice České Budějovice
- 2000 Umělecko-průmyslová škola sklářská Železný Brod
- 2001 Kostel a komunitní centrum sv. Prokopa Praha 13-Nové Butovice
- 2002 Domy s pečovatelskou službou Úvaly
- 2003 Rodinný dům Ing. Tůmy Mnichovice u Prahy
- 2003 Rodinný dům Ing. Eliáše - dle Feng-shuei. Ořech
- 2003 Technopark - administrativní centrum, Praha-Holešovice
- 2003 Moderní galerie Akademie výtvarných umění Praha
- 2006 Letiště Praha energetický dispečink
- 2016 Autobusové nádraží Železný Brod
- 2017 Galerie skla Pelechov u Železného Brodu

## Ocenění (výběr)
- 2001 Grand Prix Obce architektů – rekonstrukce